# ラウル・ラーソン
ラウル・ラーソン（Raoul Larson、1984年5月14日 - ）は、ナミビアのラグビーユニオン選手。

## プロフィール
- ナミビア(当時は南アフリカ共和国)・カティマ・ムリロ出身[1]。
- ポジションはプロップ(PR)。
- 身長 185cm、体重 120kg
- ナミビア代表キャップは8（2025年4月現在）でワールドカップ2015のナミビア代表に選ばれた[2]。

## 略歴
フリーステイト・チーターズ、グリフォンズ、モン＝ド＝マルサン、FCルルド、イースタン・プロヴィンス・エレファンツ、ボーダー・ブルドッグスを経て、2012年、SWDイーグルスに加入。